# Elecciones municipales de 2015 en Valencia
Las elecciones municipales de 2015 se celebraron en Valencia el domingo 24 de mayo, de acuerdo con el Real Decreto de convocatoria de elecciones locales en España dispuesto el 30 de marzo de 2015 y publicado en el Boletín Oficial del Estado el día 31 de marzo. Se eligieron los 33 concejales del pleno del Ayuntamiento de Valencia a través de un sistema proporcional (método d'Hondt) con listas cerradas y un umbral electoral de 5 %.

## Resultados
La candidatura del Partido Popular encabezada por Rita Barberá, obtuvo una mayoría simple de 10 concejales, por 9 concejales de la candidatura de Compromís encabezada por Joan Ribó, 6 de la lista de Ciudadanos encabezada por Fernando Giner, 5 de la candidatura del Partido Socialista Obrero Español, encabezada por Joan Calabuig y 3 de la candidatura de València en Comú encabezada por Jordi Peris. Los resultados completos se detallan a continuación:
| Candidatura                                                                                          | Candidatura                                                                                          | Votos   | %                               | Concejales                      |
| --- | --- | ------- | ------------------------------- | ------------------------------- |
| | Partido Popular (PP)                                                                                 | 107 435 | 25,77                           | 10                              |
| | Compromís (Compromís)                                                                                | 97 114  | 23,30                           | 9                               |
| | Ciudadanos-Partido de la Ciudadanía (Cs)                                                             | 64,228  | 15,41                           | 6                               |
| | Partido Socialista Obrero Español (PSOE)                                                             | 58 338  | 14,00                           | 5                               |
| | València en Comú (VALC)                                                                              | 40 927  | 9,82                            | 3                               |
| Esquerra Unida del País Valencià-Els Verds-Alternativa Socialista: Acord Ciutadà (EUPV-EV-ERPVAS:AC) | Esquerra Unida del País Valencià-Els Verds-Alternativa Socialista: Acord Ciutadà (EUPV-EV-ERPVAS:AC) | 19 639  | 4,71                            | 0                               |
| Unión Progreso y Democracia (UPyD)                                                                   | Unión Progreso y Democracia (UPyD)                                                                   | 5757    | 1,38                            | 0                               |
| Partido Animalista Contra el Maltrato Animal (PACMA)                                                 | Partido Animalista Contra el Maltrato Animal (PACMA)                                                 | 4518    | 1,08                            | 0                               |
| Vox (Vox)                                                                                            | Vox (Vox)                                                                                            | 3353    | 0,80                            | 0                               |
| Som Valencians (SOMVAL)                                                                              | Som Valencians (SOMVAL)                                                                              | 2976    | 0,71                            | 0                               |
| Poble Democràtic-Podem (POBLE)                                                                       | Poble Democràtic-Podem (POBLE)                                                                       | 2877    | 0,77                            | 0                               |
| España 2000 (E2000)                                                                                  | España 2000 (E2000)                                                                                  | 1391    | 0,33                            | 0                               |
| Escaños en Blanco (EB)                                                                               | Escaños en Blanco (EB)                                                                               | 773     | 0,19                            | 0                               |
| Los Verdes Ecopacifistas-Esquerra Nacionalista-Valenciana-República Valencia PVE-Junts (JUNTS)       | Los Verdes Ecopacifistas-Esquerra Nacionalista-Valenciana-República Valencia PVE-Junts (JUNTS)       | 646     | 0,15                            | 0                               |
| Avant (Avant)                                                                                        | Avant (Avant)                                                                                        | 542     | 0,13                            | 0                               |
| Units x Valencia (UXV)                                                                               | Units x Valencia (UXV)                                                                               | 511     | 0,12                            | 0                               |
| Partido Comunista de los Pueblos de España (PCPE)                                                    | Partido Comunista de los Pueblos de España (PCPE)                                                    | 446     | 0,11                            | 0                               |
| Neodemócratas (Neodemócratas)                                                                        | Neodemócratas (Neodemócratas)                                                                        | 307     | 0,07                            | 0                               |
| Movimiento Social Republicano (MSR)                                                                  | Movimiento Social Republicano (MSR)                                                                  | 270     | 0,06                            | 0                               |
| Partido Libertario (P-LIB)                                                                           | Partido Libertario (P-LIB)                                                                           | 228     | 0,05                            | 0                               |
| Votos en blanco                                                                                      | Votos en blanco                                                                                      | 4568    | 1,10                            | n/a                             |
| Votos válidos                                                                                        | Votos válidos                                                                                        | 416 844 | 100,00                          | 33                              |
| Votos nulos                                                                                          | Votos nulos                                                                                          | 3463    | Participación: \| \| 72,11 % \| | Participación: \| \| 72,11 % \| |
| Votantes                                                                                             | Votantes                                                                                             | 420 307 | Participación: \| \| 72,11 % \| | Participación: \| \| 72,11 % \| |
| Electores                                                                                            | Electores                                                                                            | 582 804 | Participación: \| \| 72,11 % \| | Participación: \| \| 72,11 % \| |
| | 72,11 %                                                                                              |         |                                 |                                 |

## Concejales electos

Partido más votado por distrito:
Partido Popular
Compromís

Relación de concejales electos:
| N.º | Nombre                           | Lista | Lista     |
| --- | -------------------------------- | ----- | --------- |
| 1   | María Rita Barberá Nolla         |       | PP        |
| 2   | Joan Ribó Canut                  |       | Compromís |
| 3   | Fernando Giner Grima             |       | Cs        |
| 4   | Joan Calabuig Rull               |       | PSOE      |
| 5   | Alfonso Novo Belenguer           |       | PP        |
| 6   | Consol Castillo Plaza            |       | Compromís |
| 7   | Jordi Peris Blanes               |       | VALC      |
| 8   | Beatriz Simón Castellets         |       | PP        |
| 9   | Glòria Tello Company             |       | Compromís |
| 10  | Narciso Estelles Escorihuela     |       | Cs        |
| 11  | Sandra Gómez López               |       | PSOE      |
| 12  | Eusebio Monzó Martínez           |       | PP        |
| 13  | Pere S. Fuset i Tortosa          |       | Compromís |
| 14  | Vicente Igual Alandete           |       | PP        |
| 15  | María Amparo Picó Peris          |       | Cs        |
| 16  | María Oliver Sanz                |       | VALC      |
| 17  | Vicent Sarrià i Morell           |       | PSOE      |
| 18  | Giuseppe Grezzi                  |       | Compromís |
| 19  | Maria Àngels Ramon-Llin Martínez |       | PP        |
| 20  | Isabel Lozano Lázaro             |       | Compromís |
| 21  | María Dolores Jiménez Díaz       |       | Cs        |
| 22  | Cristóbal Grau Muñoz             |       | PP        |
| 23  | Maite Girau Melià                |       | PSOE      |
| 24  | Pilar Soriano Rodríguez          |       | Compromís |
| 25  | Roberto Jaramillo Martínez       |       | VALC      |
| 26  | Félix Crespo Hellín              |       | PP        |
| 27  | Santiago Benlliure Moreno        |       | Cs        |
| 28  | Sergi Campillo Fernández         |       | Compromís |
| 29  | Lourdes Bernal Sanchis           |       | PP        |
| 30  | Ramon Vilar Zanón                |       | PSOE      |
| 31  | Carlos Galiana Lloréns           |       | Compromís |
| 32  | Alberto Mendoza Seguí            |       | PP        |
| 33  | Manuel Camarasa Navalón          |       | Cs        |

## Investidura del alcalde

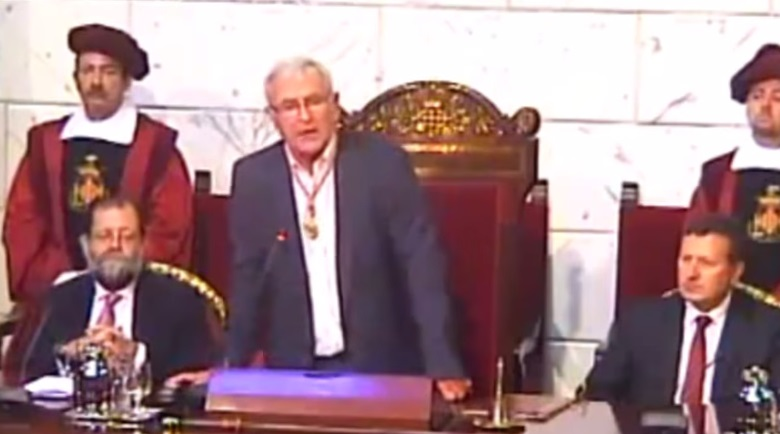
Discurso de investidura de Joan Ribó el 13 de junio

En la votación de investidura celebrada el 13 de junio de 2015 Joan Ribó (Compromís) resultó elegido alcalde de Valencia con una mayoría absoluta de los votos de los concejales (17 votos); Alfonso Novo (PP) recibió 10, tras la retirada de Rita Barberá y Fernando Giner (Cs) 6.